# تمرد يوليو 1927
ثورة يوليو عام 1927 (بالألمانية: Wiener Justizpalastbrand) (المعروفة أيضًا بحريق قصر العدل في فيينا)، كانت تمردًا شعبيًا واسع النطاق اندلع في 15 يوليو 1927 في العاصمة النمساوية فيينا. بدأت الثورة بعد أن أصدرت المحكمة حكمًا ببراءة ثلاثة من أعضاء الميليشيات القومية من تهمة قتل اثنين من أعضاء رابطة الحماية الجمهورية التابعة للحزب الاشتراكي الديمقراطي.
أثار الحكم موجة غضب عارمة بين أنصار اليسار، فتجمعت حشود ضخمة أمام قصر العدل احتجاجًا. تصاعدت الأحداث بسرعة، وبلغت ذروتها عندما أضرمت النيران في مبنى قصر العدل. ردت الشرطة بإطلاق النار على المتظاهرين، ما أدى إلى مقتل 89 متظاهرًا، إضافة إلى مقتل خمسة من رجال الشرطة. كما أُصيب أكثر من 600 متظاهر ونحو 600 شرطي بجروح.
تُعد هذه الأحداث من أكثر الحوادث دموية في تاريخ الجمهورية الأولى في النمسا، وكانت مؤشرًا على الاستقطاب الحاد بين اليمين القومي واليسار الاشتراكي في تلك الفترة.